# 聖溪寺

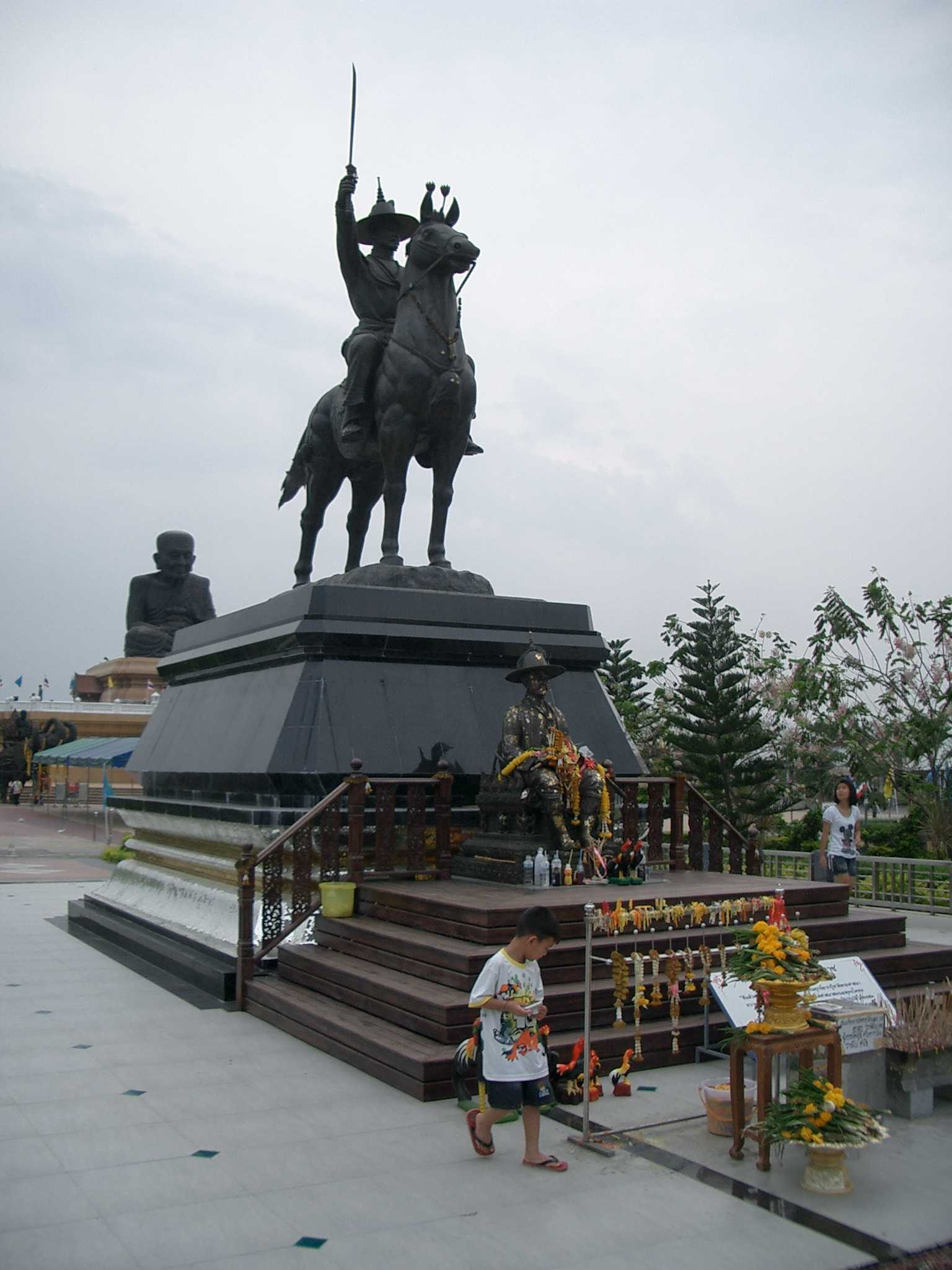
泰國巴蜀府聖溪寺外供奉的鄭皇騎馬銅像

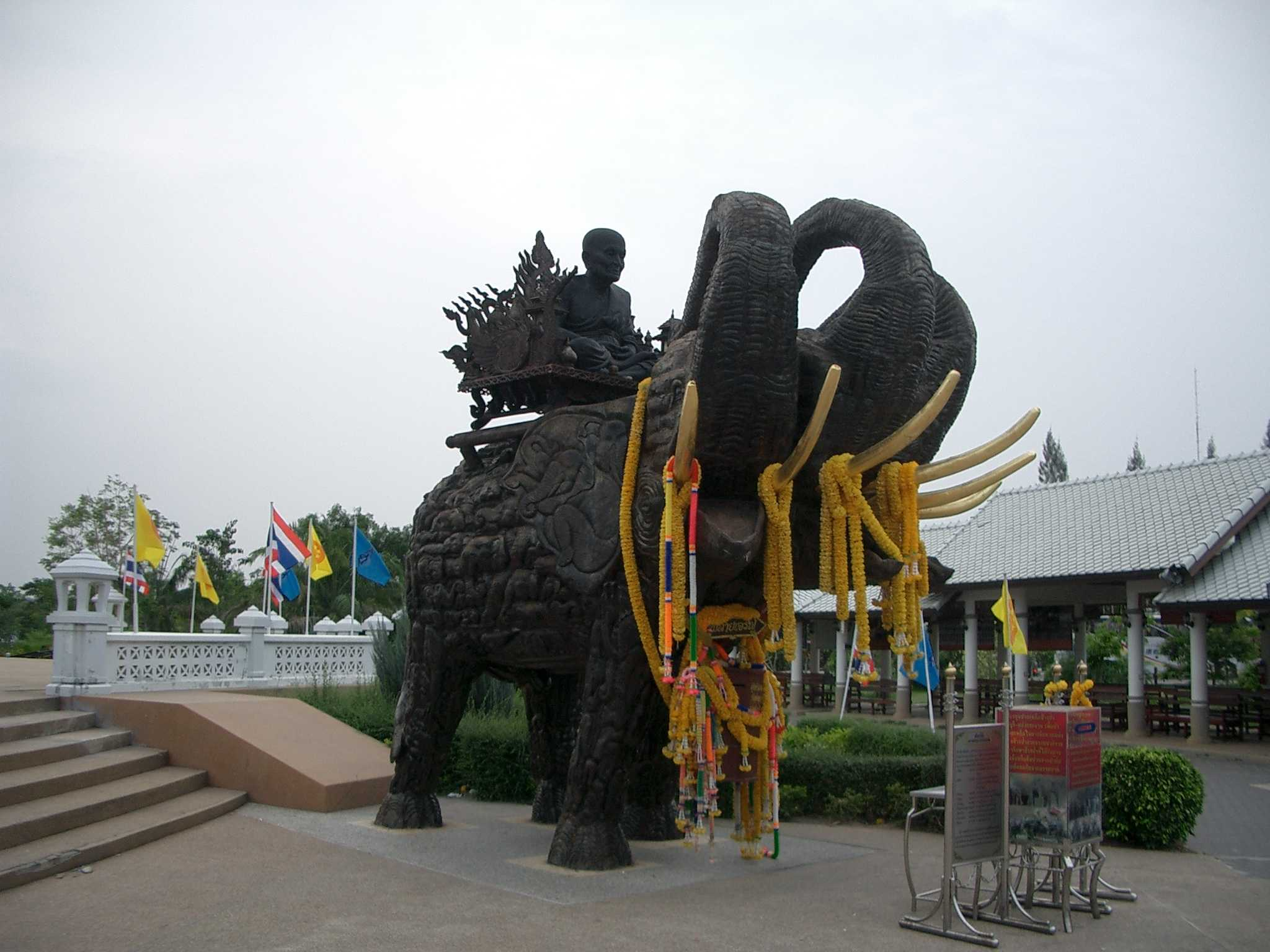
泰國巴蜀府聖溪寺外供奉的鑾婆托高僧騎象的木雕像

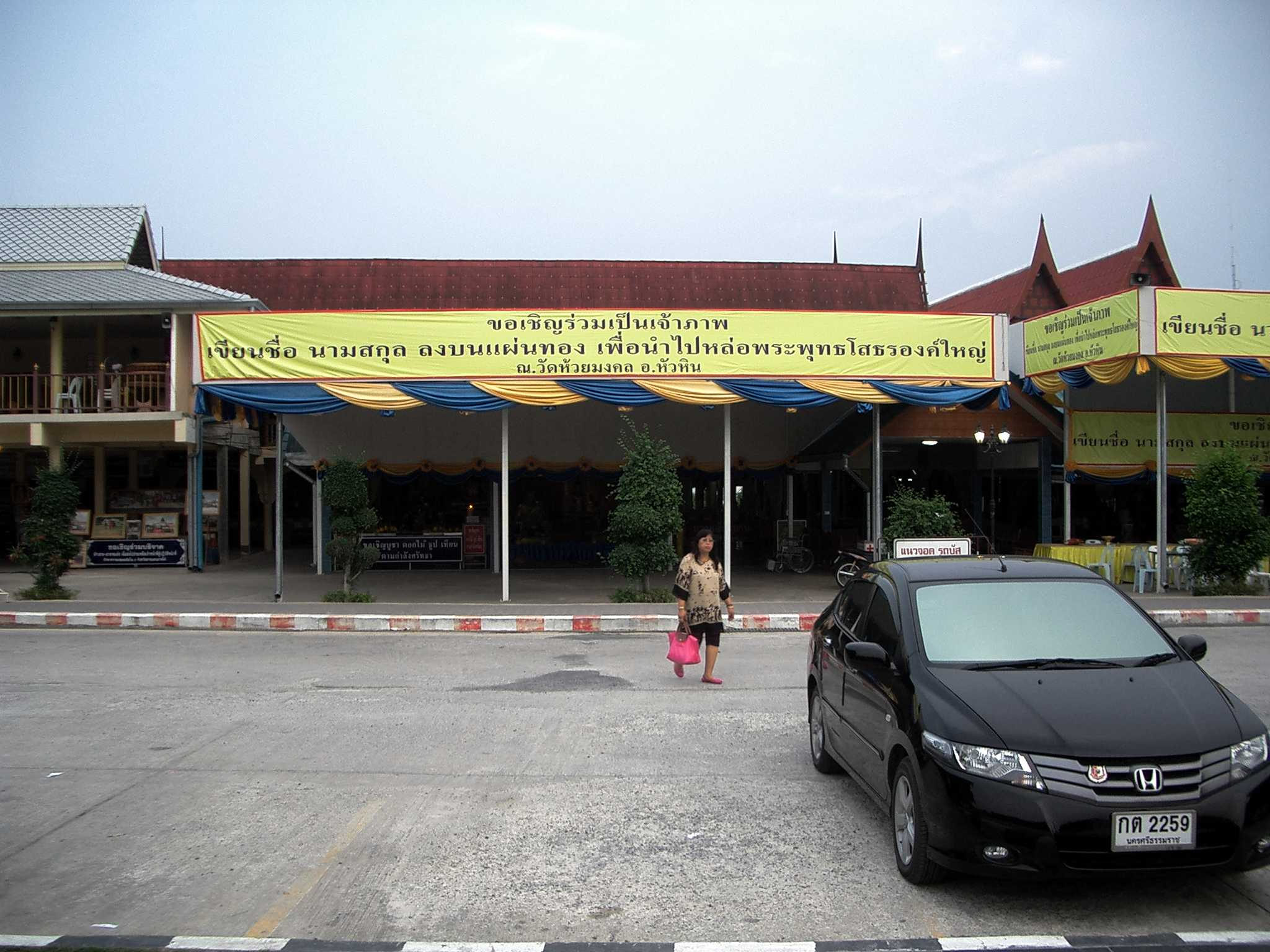
泰國巴蜀府聖溪寺外觀

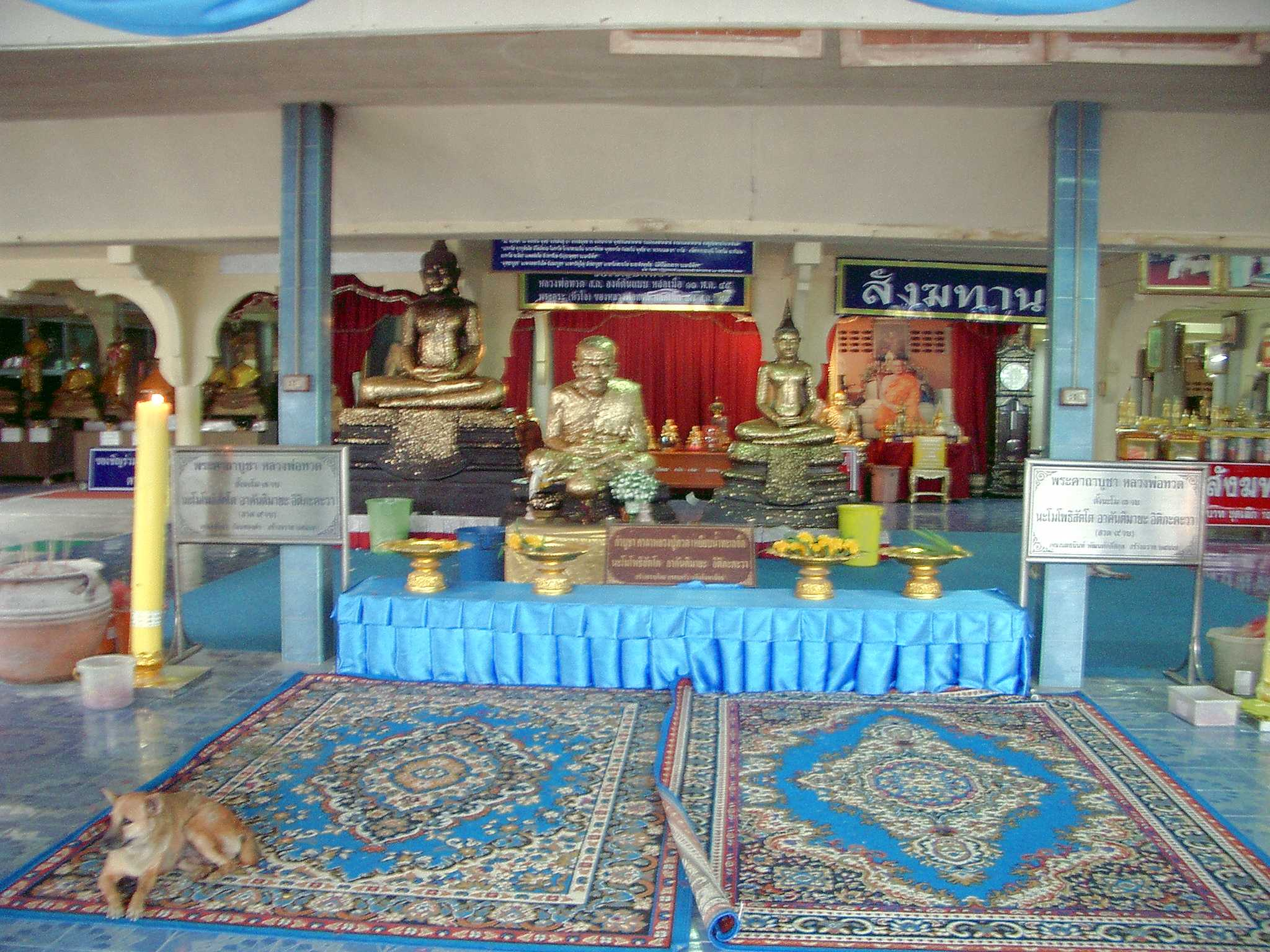
泰國巴蜀府聖溪寺的大雄寶殿

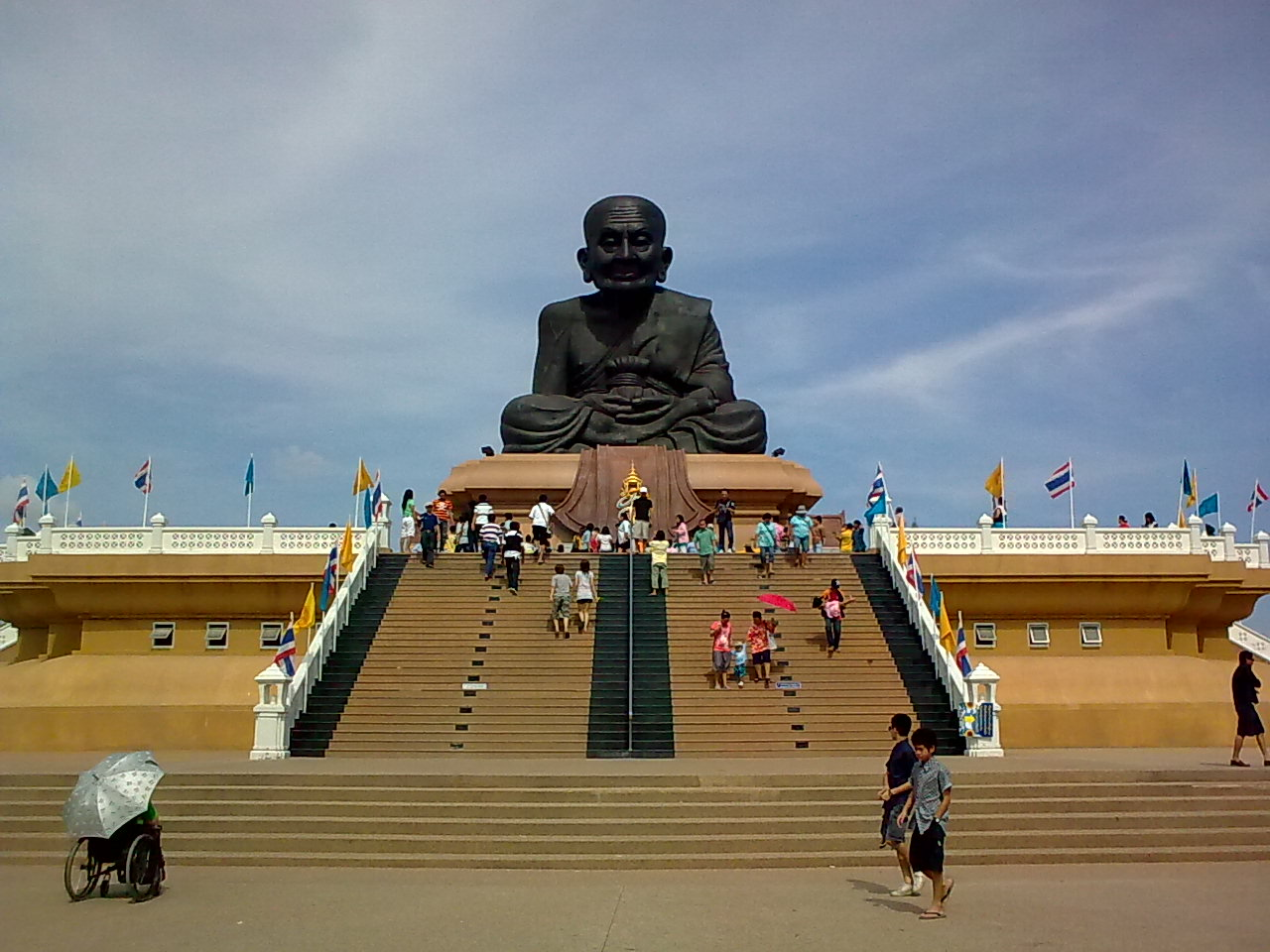
泰國巴蜀府聖溪寺外供奉的鑾婆托高僧的銅雕像

聖溪寺（泰語：วัดห้วยมงคล；英語：Wat Huai Mongkhon）位於泰國中部的巴蜀府，巴蜀直轄縣，他塔區。
此地初期僅為佛教僧侶的木建房屋，被第一任住持 Luang Por Plaang Ppaso 於1964年建成，原名：「鯰魚溪寺 Wat Huay Kot วัดห้วยกด」。在1952年泰國國王拉瑪九世御駕此寺啟動第一個皇室項目，才改成現在的名稱。它供奉泰國南部著名高僧鑾婆托（泰語：หลวงปู่ทวด；英語：Luang Pu Thuat）的雕像，泰國御林軍副司令為慶祝詩麗吉王后72歲誕辰，制造一座大型的鑾婆托雕像，2004年8月27日（星期五）由詩麗吉王后御駕揭幕。目前，聖溪寺是佛教教育中心、學生道德訓練場及佛教大藏經的研究中心。

## 交通
從華欣縣可經「3218號公路」（廊杏至帕拉烏瀑布）走14公里至他大支縣，在廊塔袍交匯處左轉，再沿路直達聖溪寺。

## 開放時間
- 早上5時至晚上10時。

## 外部連結
- 2010年3月拍攝的泰國巴蜀府聖溪寺影像